# Блага Петреска
Блага Петреска (Прилеп, 6. априла 1947)  јесте македонска певачица и доајен македонске народне музике.

## Каријера
Своје прве снимке направила је као певач са оркестром Коча Петроског. Њење најпознатије песме су: Издала си ме, Заљуби се, Певам да не плачем, Свени, ми свени Невене, Зоро, моја Зорице, Песма моге сје и друге.